# 学校法人恵泉女学園
学校法人恵泉女学園（がっこうほうじんけいせんじょがくえん）は、河井道により1929年（昭和4年）に創設された学校法人。

## 概要
「神を畏れ　人を愛し　いのちを育む」を教育理念とし、キリスト教の信仰に基づき、平和の実現のために貢献できる女性を育成することを目的としている。
「聖書」「国際」「園芸」の三つを柱としている。

## 学燈ゆずり
同校では、ずっと受け継がれてきた ならわしが2つある。一つは、上級生が新入生に手作りの人形を贈ること。上級生が世界に一つだけの人形を作り、新入生を歓迎する。
もう一つは、卒業式での「学燈ゆずり」。卒業生は光をともした学燈（ランターン）を在校生に渡し、自分たちは学燈の灯をともした ろうそくを持って退場する。卒業生が持つ灯には、河井道の「汝の光を輝かせ」という言葉、「どのような場所にあってもそこを照らす存在であれ」という思いが込められている。

## 沿革
- 1929年 3月 - 恵泉女学園新設認可
- 1930年12月 - 千歳村（現・世田谷区船橋、中学・高校校地）に移転
- 1934年
  - 4月 - 普通部の上に2年制の高等部（文科･家事科）を開設
  - 9月 - 財団法人設立認可
- 1935年
  - 2月 - 普通部に対し高等女学校と同等以上の指定が認可
  - 9月 - 留学生科開設（～1941年）
- 1943年 4月 - 高等部に園芸科を増設
- 1945年 3月 - 恵泉女子農芸専門学校設置認可
- 1946年 9月 - 農芸専門学校都下小平町に移転
- 1947年
  - 3月 - 恵泉女子農芸専門学校を恵泉女学園専門学校と改称し農芸科および英文科設置
  - 4月 - 中学校発足（普通部1～3年）
- 1948年 4月 - 高等学校発足（普通部4年以上）
- 1950年 4月 - 短期大学（英文科、園芸科）開学
- 1965年 11月 - 短期大学園芸生活科伊勢原へ移転
- 1976年 2月 - 短期大学園芸生活学科専攻科開設認可
- 1986年 10月 短期大学英文学科 多摩に移転
- 1988年 4月 - 恵泉女学園大学人文学部（日本文化学科､英米文化学科）開学
- 1997年 4月 - 大学平和文化研究所開所
- 1998年 4月 - 大学人文学部国際社会文化学科開設
- 1999年 - 高等学校が高校募集を停止、完全中高一貫校となる。
- 2001年 4月
  - 大学人文学部人間環境学科および大学院人文学研究科設置
  - 短期大学の名称を園芸短期大学と変更
- 2003年 4月 - 大学園芸文化研究所開所
- 2005年
  - 3月 - 恵泉女学園園芸短期大学を廃止、恵泉女学園大学と統合する。
  - 4月 - 大学に人間社会学部を設置し2学部5学科に再編（人文学部：日本語日本文化学科・英語コミュニケーション学科・文化学科、人間社会学部：国際社会学科・人間環境学科）
- 2007年
  - 2月 - 大学キリスト教文化研究所開所
  - 4月 - 大学院に人間社会学研究科を設置
- 2009年 4月 - 大学院人間社会学研究科の科名を平和学研究科に変更
- 2011年 4月 - 中高一貫教育校（併設型）認可
- 2013年 4月
  - 大学人間社会学部社会園芸学科開設
  - 大学人文学部文化学科を歴史文化学科に名称変更
- 2023年3月 - 入学者減少に伴う大学および大学院の経営悪化により、閉学に向けて大学・大学院の新規学生募集の停止を発表[1]

## 設置校
- 恵泉女学園中学校・高等学校（東京都世田谷区）
- 恵泉女学園大学（東京都多摩市） - 2024年度以降学生募集停止[1]

## 廃止校
- 恵泉女学園園芸短期大学（神奈川県伊勢原市） - 2005年廃止